# Гетьман Сагайдачний (яхта)
«Гетьман Сагайдачний» — легендарна українська яхта класу Volvo Ocean 60, учасник навколосвітніх перегонів Whitbread Round The World Race (зараз — Volvo Ocean Race) 1993-94 року.
Під командуванням українського шкіпера Євгена Платона гордо пронесла навколо світу прапор України, пройшла весь маршрут без єдиної поломки, конкуруючи зі знаними представниками світового професійного яхтингу. Не зважаючи на проблеми з фінансуванням яхта зайняла почесне 7 місце серед 15 учасників.
Конструктор яхти — Брюс Фарр, головний будівельник — Андрій Ковалевський. Створення яхти зайняло два роки, при цьому було задіяно близько 200 чоловік. Початкове фінансування проекту — близько 1.5 млн доларів США (спонсор — «Градобанк»), повне фінансування будівництва та участі в перегонах склало 3.5 млн доларів США (близько 1/10 фінансування проектів інших учасників). Корпус та палуба були виготовлені в Україні на Харківському авіаційному заводі.
Спуск яхти на воду відбувся в м. Запоріжжі. При цьому — через значний розмір корпусу — на шляху транспортування були частково демонтовані окремі міські комунікації.
В подальшому яхта була продана за кордон і отримала назву «Chica Boba 2000».

## Гоночна і берегова команда[1]
- Джоко Бабеліч
- Андреас Болте
- Олег Бєломільцев
- Барі Вайт
- Костянтин Гордейко
- Олена Дорошенко
- Юрій Дорошенко
- Грегорі Даулінг
- Іван Костюченко
- Андрій Ковалевський
- Олександр Акшенцев
- Олег Бабаджанян
- Володимир Кулініченко
- Микола Кузьменко
- Джуліан Клег
- Сергій Майдан
- Ендрю Мартін
- Живко Матутинович
- Володимир Мусатов
- Джон Мак-Мулан
- Петро Ніжегородцев
- Вікторія Платон
- Євген Платон
- Юрій Семенюк
- Віктор Скавронський
- В'ячеслав Сисенко
- Володимир Терлецький
- Юрій Токовий
- Валентин Титаренко
- Найджел Теодом
- Дэйл Трімейн
- Клайв Трімейн
- Ромуальд Фаврод
- Девід Хупер
- Філіп Шіллєр
- Ангус Гарлоу
- Річард Г'юіт 4-й
- Сергій Щербаков
- Еллі Форд
- Боб Янґ

## Книги
- «Русские идут» (PDF format) [Архівовано 4 лютого 2012 у Wayback Machine.],
- «Формула-1 океанов» [Архівовано 5 листопада 2006 у Wayback Machine.],
- «Записки шкипера» (PDF format) [Архівовано 3 березня 2016 у Wayback Machine.]

## Відео
- Документальний 15-серійний фільм "До 25 років незалежності України: Сага про "Сагайдачного" [Архівовано 14 січня 2020 у Wayback Machine.]
- Повнометражний фільм про участь української команди і яхти "Гетьман Сагайдачний" у навколосвітній гонці "Вітбред" 1993-94 [Архівовано 18 січня 2020 у Wayback Machine.]
- "Hetman Sahaidachny" in the 1993-94 Whitbread Round The World Race (in Russian) [Архівовано 7 серпня 2013 у Wayback Machine.]
- "Hetman Sahaidachny" story 15 years after (in Ukrainian) на YouTube